# Bothrophthalmus
Genre
Bothrophthalmus est un genre de serpents de la famille des Lamprophiidae. 

## Répartition
Les espèces de ce genre se rencontrent en Afrique.

## Liste d'espèces
Selon The Reptile Database (8 déc. 2011) :
- Bothrophthalmus brunneus Günther, 1863
- Bothrophthalmus lineatus (Peters, 1863)

## Taxinomie
Le statut de l'espèce Bothrophthalmus brunneus reste discuté, certains le considérant comme une sous-espèce de Bothrophthalmus lineatus,.

## Publication originale
- Peters, 1863 : Über einige neue oder weniger bekannte Schlangenarten des zoologischen Museums zu Berlin. Monatsberichte der Königlich Preussischen Akademie der Wissenschaften zu Berlin, vol. 1863, p. 272-289 (texte intégral).